# MURMURSHOW
《MURMURSHOW》是由利得彙和沈志方組成的二人組合慢慢說樂團的首張全創作專輯，於2014年4月16日推出。

## 曲目
1. 故事是這樣開始的——词：利得彙 曲：利得彙 + 沈志方
2. MURMURSHOW——词：利得彙 曲：利得彙 + 沈志方
3. 五虎——词：利得彙 曲：利得彙 + 沈志方
4. 標準解題—— 词：利得彙 曲：利得彙 + 沈志方
5. 別哭——词：利得彙 曲：利得彙 + 沈志方
6. 目光——词：利得彙 曲：利得彙
7. 繼續走—— 词：利得彙 曲：利得彙 + 沈志方
8. 你知道嗎—— 词：利得彙 曲：利得彙 + 沈志方
9. 我們確定——词：利得彙 曲：利得彙 + 沈志方
10. 為自己開心——词：利得彙 曲：利得彙 + 沈志方